# Астара – Казі-Магомед
Астара – Казі-Магомед – трубопровід, що з’єднує газотранспортні системи Азербайджану та Ірану в прикаспійському регіоні.
У 1970-х роках розпочалось спорудження маршруту для поставок природного газу із Ірану в радянські республіки Закавказзя. Блакитне паливо подавалось з ГПЗ Бід-Боланд до прикордонної Астари по трубопроводу IGAT 1, після чого транспортувалось далі на північ до Казі-Магомеду, де потрапляло у газотранспортний коридор, що веде на захід Азербайджану та до Грузії і Вірменії.
Довжина газопроводу Астара – Казі-Магомед, введеного в експлуатацію у 1971 році, складає 297 км. Він виконаний в діаметрі труб 1200 мм та первісно розраховувався на транспортування до 10 млрд.м3 на рік. Проте після 1979 року поставки іранського газу в СРСР припинились.
Лише в середині 2000-х по трубопроводу знов почалось транспортування блакитного палива. Внаслідок азербайджансько-вірменського конфлікута за Нагірний Карабах нахічеванський ексклав був відрізаний від газопостачання, яке раніше здійснювалось через Горіс. Для його відновлення Азербайджан уклав угоду з Іраном про свопові поставки, що передбачала транспортування 0,35 млрд.м3 на рік азербайджанського газу до Астари в обмін на аналогічний об’єм, спрямований в Нахічевань по газопроводу Іран – Джульфа. Для початку роботи схеми знадобився ремонт системи Казі-Магомед – Астара варітстю 18 млн. доларів США.
А з 2010 року розпочались перші поставки азербайджанського блакитного палива в Іран понад зазначену обмінну схему. Хоча Іран і входить до трійки країн за запасами природного газу, проте в умовах міжнародних санкцій певний час не міг забезпечити зростаюче енергоспоживання за рахунок власного виробництва. 